# Deltochilum carinatum
Deltochilum carinatum är en skalbaggsart som beskrevs av John Obadiah Westwood 1837. Deltochilum carinatum ingår i släktet Deltochilum och familjen bladhorningar. Inga underarter finns listade i Catalogue of Life.